# Sydslesvigsk Udvalg af 5. maj 1945
Sydslesvigsk Udvalg af 5. maj 1945 var en forening, der havde til formål:
- at styrke det danske folks vilje til indsats for Sydslesvig og sydslesvigerne.
- at opmuntre og støtte sydslesvigerne – især mellem Dannevirke og Ejderen.
- i deres arbejde for at vedligeholde et folkeligt og kulturelt fællesskab med Danmark og det danske folk; herunder ved støtte til unge sydslesvigeres uddannelse.

## Historie
Efter 2. verdenskrigs afslutning var der et ønske om, at Sydslesvig skulle genforenes med Danmark. Da det var Danmarks officielle politik kun at støtte området ned til Dannevirke, blev Sydslesvigsk Udvalg oprettet den 5. maj 1945 med det formål at støtte området fra Dannevirke ned til Ejderen.
Sydslesvigsk Udvalg af 5. maj 1945 har støttet oprettelsen af flere skoler og børnehaver i Ejderlandet, her kan specielt nævnes Ejderskolen i Rendsborg, Drage Børnehave, Vestermølle Skole og Bydelsdorf Alderdomshjem.
Flere personer har også støttet sagen ved at oprette legater, som donatorerne har ønsket, at Sydslesvigsk Udvalg af 5. maj 1945 skal administrere – her kan bl.a. nævnes Lektor Kirsten Langkildes Legat. 
Foreningen blev nedlagt i oktober 2020. Foreningens midler tilgik Sydslesvigsk Udvalg af 5. maj 1945's Fond, der i forvejen omfattede fire forskellige legater: Sydslesvigsk Udvalgs Ejderskolelegat, Landinspektør Niels Smed Søndergaards Legat, Snoghøj Gymnastikhøjskoles Fond og Fru Forsøgsleder Magda Dalby Hansens Mindelegat.

## Protektor
Hans Excellence Ingolf greve af Rosenborg

## Ekstern henvisning
- Sydslesvigsk Udvalg af 5. maj 1945's Fond